# Tusitala guineensis
Tusitala guineensis är en spindelart som beskrevs av Berland, Millot 1941. Tusitala guineensis ingår i släktet Tusitala och familjen hoppspindlar. Inga underarter finns listade i Catalogue of Life.